# Maurice Gosfield
Maurice Gosfield est un acteur américain, né le 28 janvier 1913 à New York (États-Unis), mort le 19 octobre 1964  à Saranac Lake (État de New York).

## Filmographie
- 1950 : Ma and Pa Kettle : le vendeur de billet
- 1955 : The Phil Silvers Show (série TV) : le soldat Duane Doberman
- 1959 : Keep in Step (TV) : le soldat Duane Doberman
- 1961 : The Teenage Millionaire : Ernie
- 1961 : Le Pacha (Top Cat) (série TV) : voix de Bidule « la boule » (Benny the Ball)
- 1963 : Le Piment de la vie (The Thrill of It All) : un chauffeur de camion